# Ezio de Vecchi
Ezio Camillo Giorgio de Vecchi (Grosseto, 21 dicembre 1824 – Firenze, 15 novembre 1897) è stato un politico e militare italiano.

## Biografia
Nacque a Grosseto nel 1824 da Ernesto, un conservatore delle ipoteche, e Caterina Carli, una possidente.
Fu senatore del Regno d'Italia nella XVII legislatura e presidente della Commissione Geodetica Italiana dal 1873 al 1877.